# Liste der chinesischen Botschafter in Luxemburg

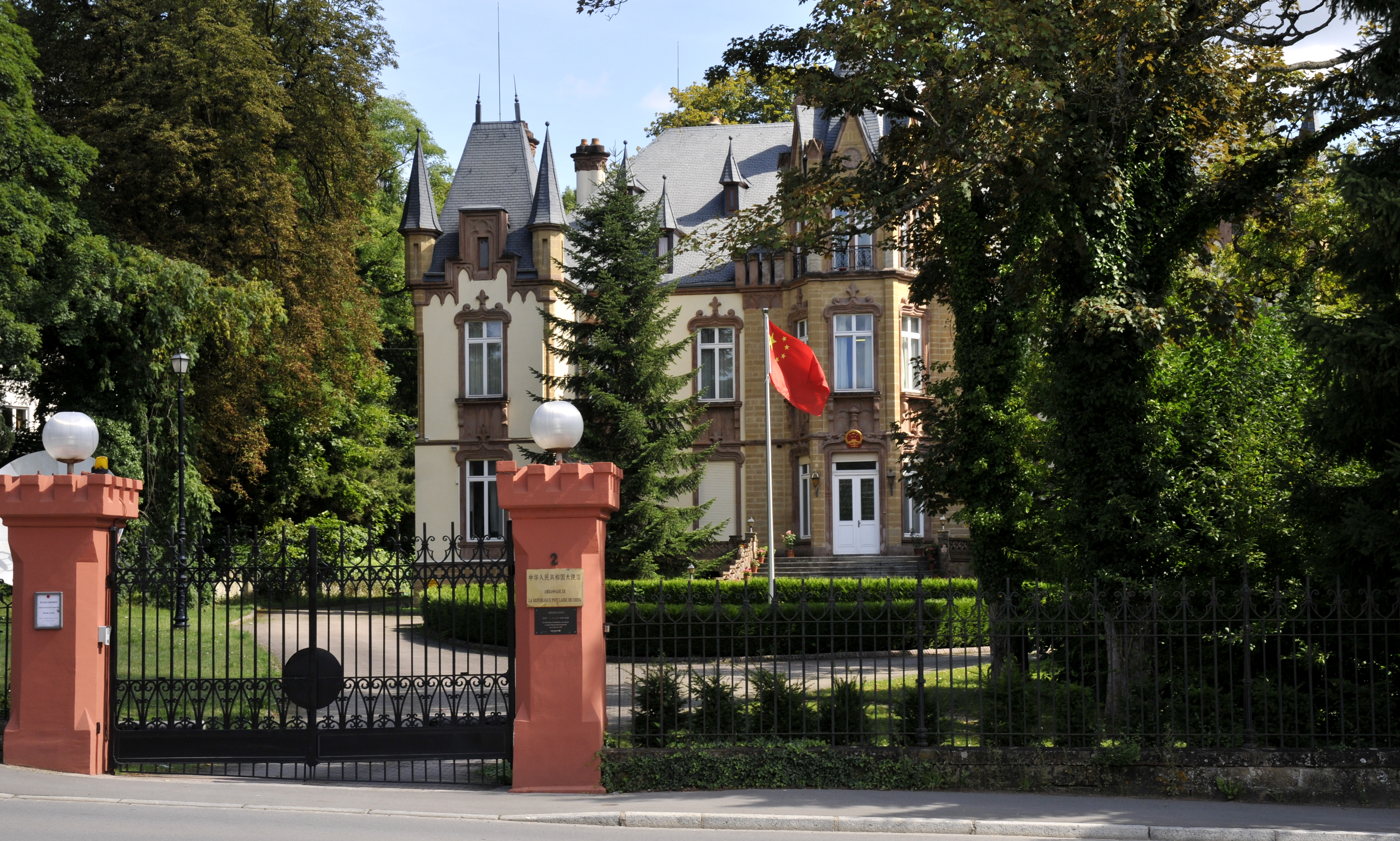
Chinesische Botschaft in Dommeldingen

Botschafter der Volksrepublik China im Großherzogtum Luxemburg. 

## Missionschefs
1973: Aufnahme diplomatischer Beziehungen
| - Dez. 1973 – Jan. 1976: - Sep. 1976 – Mär. 1978: - Mai. 1978 – Feb. 1981: - Mär. 1981 – Feb. 1983: - Aug. 1983 – Aug. 1985: - Aug. 1985 – Mär. 1988: - Apr. 1988 – Aug. 1990: - Sep. 1990 – Nov. 1994: - Nov. 1994 – Feb. 1998: - Mär. 1998 – Jul. 2002: - Sep. 2002 – Jun. 2007: - Aug. 2007 – Aug. 2010: - Sep. 2010 – heute: | - Li Lianbi (李连璧) - Huan Xiang (宦乡) - Kang Maozhao (康矛召) - Zheng Weizhi (郑为之) - Zhang Shu (章曙) - Liu Shan (刘山) - Lu Qiutian (卢秋田) - Zhao Liang (赵梁) - Shi Yanhua (施燕华) - Ding Baohua (丁宝华) - Sun Rongmin (孙荣民) - Ma Zhixue (马志学) - Zeng Xianqi (曾宪柒) |

Anmerkung: Bis 1988 war der chinesische Botschafter für Luxemburg Resident in Brüssel, siehe Liste der chinesischen Botschafter in Belgien.